# 神野元基
神野 元基（じんの げんき、1985年 - ）は、日本の実業家。学校法人東明館学園理事長及び校長・佐賀市教育ビジョン策定アドバイザー・宮崎市教育CIO・合同会社LINKALL代表・中央教育審議会初中等部会臨時委員ほか。

## 略歴

### 生い立ち
1985年に北海道網走市で生まれ、その後も幼少期を網走にて過ごした。幼少期から読書好きで、小学3年生の頃には図書館の偉人伝記を100冊以上読破し、「人間はどう生きるべきか」を追求することを自らの使命と考えるようになった。中学・高校時代は探究心旺盛な性格で、「変わり者」とも評されていた。

#### 学歴
高校卒業後、2005年に慶應義塾大学湘南藤沢キャンパス（総合政策学部）に進学。在学中に起業活動を開始し、学業との両立が難しくなったため中退。大学時代にはポーカーに熱中し、後に世界大会で上位入賞を果たす。

### 起業家としての活動

#### 学生起業と電子出版事業
在学中にポーカー関連ビジネス「株式会社PokerFace」を創業。その後、電子書籍の通信販売事業を手掛け、年間4億円の売上を達成。

#### シリコンバレーでの挑戦
2010年、25歳で単身渡米し、シリコンバレーでWebカメラを用いた感情認識技術を活用したサービス「SmileBacks, Inc.」を設立。しかし、収益化が困難であり、次第に教育分野へと関心を移す。

#### 教育事業（COMPASS社の創業とQubena開発）
2012年に東京都八王子市で学習塾「COMPASS」を開業し、教育ベンチャーの経営を開始。2015年にはAIを活用したタブレット教材「Qubena（キュビナ）」を開発し、学習の個別最適化を推進。Qubenaは数学分野から導入され、通常の学習時間の7～10分の1で修了可能な高速学習を実現した。2016年、「未来ITアワード」教育部門グランプリを受賞。

### ポーカープレイヤーとしての経歴
大学時代にポーカーを始め、2006年の「ワールドシリーズ・オブ・ポーカー (WSOP)」に出場し、日本人最高位となる19位入賞を果たした。この経験が彼の戦略的思考を鍛え、後の起業活動にも影響を与えた。

### 中央教育審議会での活動
2019年、文部科学省の中央教育審議会・初等中等教育分科会「新しい時代の初等中等教育の在り方特別部会」の臨時委員に選出。さらに2024年より、2030年から実施予定の学習指導要領改定の特別部会委員に就任。特別部会では、「一方的な学習の禁止」を提唱し、生徒が受け身になる講義型授業の見直しを訴えている。また、生成AI（ChatGPTなど）の活用についても「教育現場に革命をもたらす可能性があるが、個人情報保護や活用ガイドラインが必要」という立場を示している。さらに、特別部会においては教育のデジタル化推進の観点から、学習指導要領の柔軟化やICT活用の重要性を強調している。特に、AIを活用した学習データの分析を通じて個別最適な学びを実現する方針を提案し、全国の教育機関での実践事例を紹介するなど、教育現場への具体的な適用について議論を主導している。また、GIGAスクール構想の本来の目的を再考し、「生徒たちを中心とした新たな学びの形を確立する必要がある」との立場を明確にしている。

### 学校法人東明館学園での活動
2022年に佐賀県基山町の東明館中学校・高等学校の校長に就任。2023年からは理事長も兼任し、探究学習やICT教育、海外大学進学、校則改革など積極的に導入。さらに、宮崎市の教育CIO（最高情報責任者）として自治体レベルでの教育DX（デジタル・トランスフォーメーション）推進にも関与。

## メディア出演・評論活動
- TBS系列のRKB『タダイマ!』のレギュラーコメンテーターを務める[3]。
- BS朝日『Fresh Faces ～アタラシイヒト～』第92回 出演[4]。

## 受賞歴
- 2016年 - 「未来ITアワード2016」教育部門グランプリ（株式会社日経BP『日経コンピュータ』主催）

- 2020年12月 - Forbes JAPAN「日本の起業家ランキング2021」に選出

- IVS（Infinity Ventures Summit） - スタートアップコンテストで2位入賞

## 著書
- 『人工知能時代を生き抜く子どもの育て方』（ディスカヴァー・トゥエンティワン、2017年）